# جیمز فرش‌ویل
جیمز فرش‌ویل (انگلیسی: James Frecheville؛ زادهٔ ۱۹۹۱) بازیگر اهل استرالیا است. وی از سال ۲۰۰۸ میلادی تاکنون مشغول فعالیت بوده‌است.
از فیلم‌هایی که وی در آن نقش داشته‌است، می‌توان به قلمرو حیوانات، مال و زاتوپک اشاره کرد.

## فیلم‌ها
- قلمرو حیوانات
- مال
- زاتوپک
- آی تی (۲۰۱۶)